# Кохистан (Бадахшан)
Кохистан (дари شهرستان کوهستان) — административный район в составе Бадахшанской провинции Афганистана, образован в 1995 году.
Транскрипцией названия района на русском языке в начале XX века были «Кухестан» и «Кухистан».

## География
Район Кохистан находится к северо-востоку от города Файзабада, столицы восточной афганской провинции Бадахшан. Кохистан граничит с районами Аргандж-Хва, Шигнан, Рагистан, Файзабад и Бахарак.
В районе 13 деревень, в нём нет ни одного города.

## Население
По переписи населения 1382 года арабского летоисчисления (который длился с 21 марта 2002 по 20 марта 2003 года европейского летоисчисления), население Кохистана составляло 12 000 человек.
На 2019 год население района составляли 18 410 человек, в том числе 8 873 женщины и 9 537 мужчин, все — сельские жители.
По национальному составу практически все жители района — таджики.

## Персоналии

### Выходцы из Кохистана
- Ага-Мир-хан — правитель в Талекане — выходец из села Гульбехар управлял Талеканом 3 месяца[5]
- Мир-Наби-хан — губернатор (наибуль-хукум) Каттаганско-Бадахшанской провинции со столицей в Ханабаде[6]
- Мухаммед-Али-хан — правитель в Хазрет-и-Имам-Сахибе[7]